# Велика Лигойна
Велика Лигойна (словен. Velika Ligojna) — поселення в общині Врхника, Осреднєсловенський регіон, Словенія. 
Висота над рівнем моря: 319,4 м.